# Werner Jaegerhuber

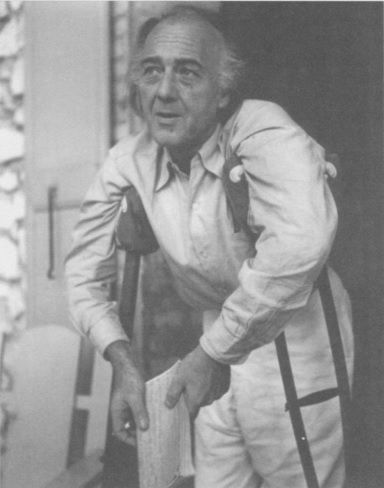
Werner Jaegerhuber (um 1950)

Werner Jaegerhuber (* 17. März 1900 in Port-au-Prince; † 20. Mai 1953 in Pétionville) war ein haitianischer Komponist und Musikwissenschaftler, der in seinen Werken haitianische folkloristische Musik mit Elementen der klassischen europäischen Oper verband.

## Leben
Werner Anton Jaegerhuber wurde am 17. März 1900 in Port-au-Prince, Haiti, als Sohn von Anton Jaegerhuber, einem eingebürgerten amerikanischen Staatsbürger deutscher Herkunft, und Anna Maria Tippenhauer, die einer haitianischen Familie mit teilweise deutschen Wurzeln entstammte, geboren.
Von 1915 bis 1922 studierte er an einem Konservatorium in Hamburg und blieb bis 1937 in Deutschland, um seine Studien fortzusetzen, bevor er nach Haiti zurückkehrte. 
Jaegerhuber komponierte später klassische Musik und Opern. Sein Interesse an folkloristischer Musik leistete einen wichtigen Beitrag, indem er traditionelle haitianische Volksmusik mit klassischer europäischer Musik verband.

## Werke (Auswahl)
- Messe Folklorique Haitienne[3]
- Trois Scènes Historiques[1]

1. „Die Ankunft“ beschreibt die Deportation von Schwarzen aus Afrika in die damalige Kolonie Saint-Domingue im 18. Jahrhundert.
2. „Der Sklave“ erinnert an die Verdinglichung des Menschen, seine Reduzierung auf ein Instrument zur Produktion von Gütern und Vergnügen.
3. „Der freie Mensch“ feiert die Revolte gegen die Unterdrückung und den Rausch der Freiheit.

- Messe sur les Airs Vodouesques[4]
- Musique pour Aieules
- Naissa
- Erzulie Malade[5]